# Haplacarus rugosus
Haplacarus rugosus är en kvalsterart som beskrevs av Sandór Mahunka 1987. Haplacarus rugosus ingår i släktet Haplacarus och familjen Lohmanniidae. Inga underarter finns listade i Catalogue of Life.